# Tatiana Pinto
Tatiana Pinto (Oliveira do Bairro, 28 de març de 1994) és una centrecampista de futbol internacional amb Portugal. Ha jugat a Portugal, Alemanya i Anglaterra.

## Trajectòria
| Anys          | Equip               |
| ------------- | ------------------- |
| 10/11 - 12/13 | Clube de Albergaria |
| 13/14         | SC Sand             |
| 14/15         | Valadares Gaia      |
| 2015 - act.   | Bristol City        |